# 김선일 (축구 선수)
김선일(한국 한자: 金善壹, 1985년 6월 11일 ~ )은 대한민국의 축구 선수로, 포지션은 미드필더이다.

## 클럽 경력

### 수원 삼성 블루윙즈
김선일은 2009년 신인 드래프트로 수원 삼성 블루윙즈에 입단했다. 그의 첫 경기는 노원 험멜과의 FA컵 32강전이었다